# GeoDefense Swarm
geoDefense Swarm est un jeu vidéo de type tower defense développé par Critical Thought Games, sorti en 2008 sur iOS et Windows Phone.
Il est cité dans Les 1001 jeux vidéo auxquels il faut avoir joué dans sa vie.

## Accueil
- IGN : 8,2/10[2]